# Hässleby landskommun
Hässleby landskommun var en tidigare kommun i Jönköpings län.

## Administrativ historik
När 1862 års kommunalförordningar trädde i kraft den 1 januari 1863 inrättades i Sverige cirka 2 400 landskommuner samt 89 städer och ett mindre antal köpingar.
Då inrättades i Hässleby socken i Södra Vedbo härad i Småland denna kommun. 1928 bröts Mariannelunds köping ur denna landskommun
Vid kommunreformen 1952 uppgick den i Mariannelunds köping. När denna 1971 upplöstes övergick denna del till Eksjö kommun.

## Politik

### Mandatfördelning i Hässleby landskommun 1938-1946
| 9 | 8 | 1 | 2 |

| 20 |

| 8 | 1 | 9 | 1 | 1 |

| 20 |

| 1 | 7 | 10 | 2 |

| 20 |